# Naobranchia wilsoni
Naobranchia wilsoni är en kräftdjursart. Naobranchia wilsoni ingår i släktet Naobranchia och familjen Naobranchiidae. Inga underarter finns listade i Catalogue of Life.